# Huiwen de Qin
El Rei Huiwen de Qin (xinès:秦惠文王), també conegut com a Senyor Huiwen de Qin (xinès:秦惠文君) o Rei Hui de Qin (xinès:秦惠王), nom original de Ying Si (xinès:嬴駟), va ser un governant de l'estat de Qin de 338 aC a 311 aC durant el període dels regnes combatents de la Història de la Xina.

## Biografia
Ying Si va ser fill del Duc Xiao de Qin, i succeí al seu pare com a governant de Qin després de la mort d'aquest. Quan l'adolescent Ying era encara príncep hereu, cometé un crim i va ser severament castigat per això. El gran ministre Shang Yang llavors només era implementant les seues reformes autoritàries a les lleis de Qin i insistí que el príncep hereu hauria de ser castigat pel delicte malgrat tot i el seu estatus reial. El Duc Xiao aprovà els draconians càstigs i als tutors de Ying Si, el príncep Ying Qian i Gongsun Jia, se'ls va tallar al nas, per negligir els seus deures en educar al príncep de la corona, mentrestant Ying Si va ser apartat del palau reial.
Es creia que Ying Si albergava un ressentiment personal en contra de Shang Yang i quan aquest va arribar al tron com a rei de Qin Huiwen, feu condemnar a mort a Shang Yang per càrrecs de traïció a la pàtria. Això no obstant, el Rei Huiwen deixà intactes les reformes fetes a Qin pel seu pare i Yang Shang.
Durant el regnat del Rei Huiwen, Qin es va fer molt potent en termes de força militar, i constantment envaïa països veïns com a part de la seva política expansionista. En 316 aC conquerí l'Estat de Shu i l'Estat de Ba al sud de la conca de Sichuan. L'estratègia ací era annexionar i colonitzar les terres semicivilitzades terres del sud en compte d'afrontar les més avançades de l'est amb els seus grans exèrcits. L'estrateg Su Qin, un estudiant de Guiguzi, va aconseguir convèncer els altres sis estats principals per formar aliança amb Qin però Zhang Yi, el seu company d'estudis va entrar al servei del rei Huiwen i va ajudar a trencar l'aliança de sembrar la discòrdia Qin entre els sis països.
El Rei Huiwen governà Qin per 27 anys i morí en 311 aC a l'edat dels 46 anys. Va ser succeït pel seu fill, el Rei Wu de Qin.